# Las gospodarczy

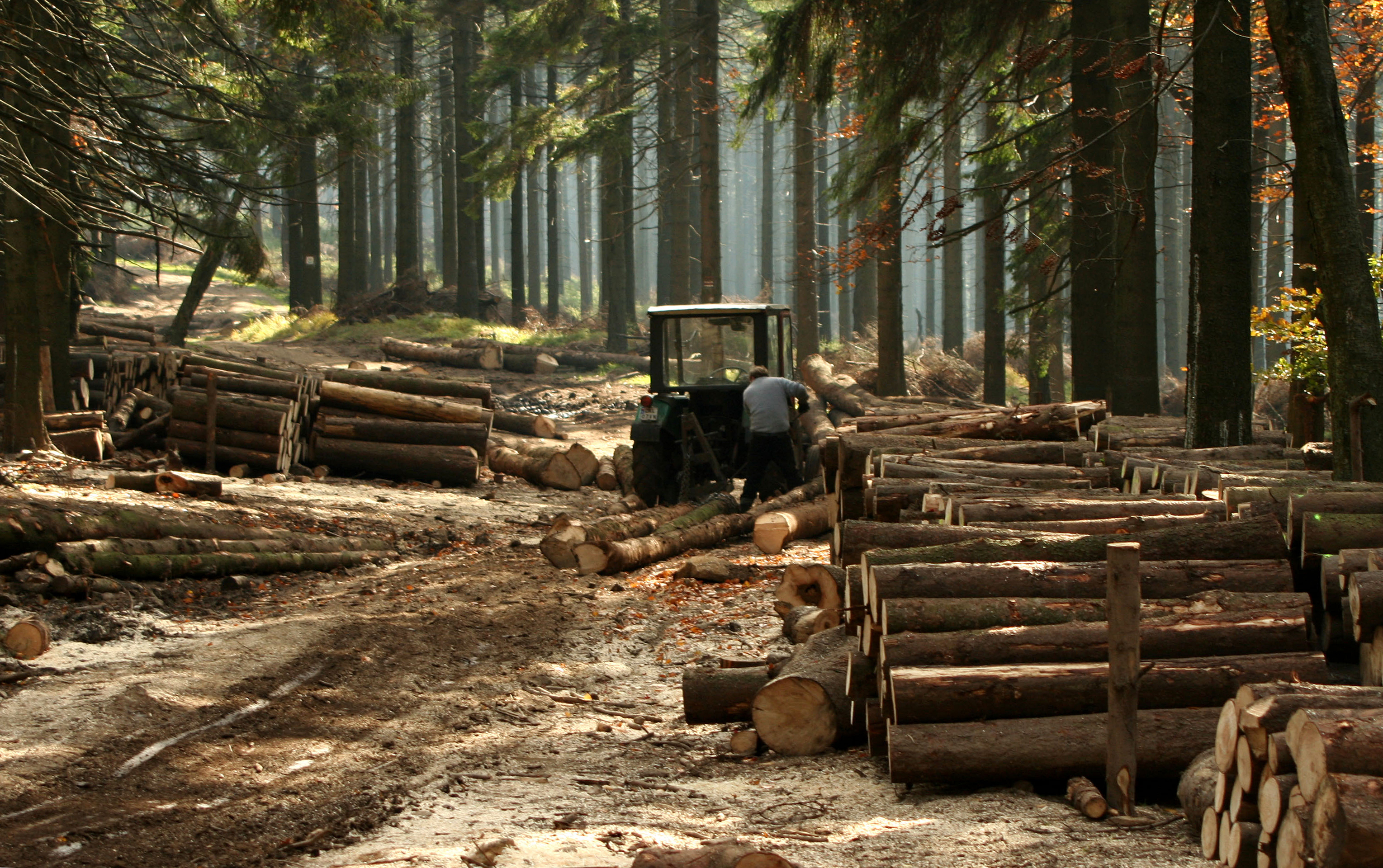
Zrywka drewna w lesie gospodarczym

Lasy gospodarcze (użytkowe) – powierzchnie leśne, na których prowadzi się użytkowanie lasu. Dostarczają głównie surowca drzewnego, ale też inne płody leśne (tzw. uboczne użytki leśne). Minimalna powierzchnia leśna uznawana na las gospodarczy wynosi 0,1 ha (mniejsze powierzchnie określane są mianem zadrzewień). Las gospodarczy jest przeciwstawieniem lasu pierwotnego.
Lasy gospodarcze dzieli się na:
- lasy gospodarcze normalne – gospodarcze wykorzystanie lasu realizowane jest w sposób planowy i stały służąc reprodukcji surowca drzewnego,
- lasy gospodarcze ochronne – gospodarcze wykorzystanie lasu jest ograniczane ze względu na pozaprodukcyjne funkcje lasu[1].